# Paula Cristina
Paula Cristina Dias Santos (* 7. Juli 1975 in Mafamude) ist eine ehemalige portugiesische Fußballnationalspielerin, die von 1995 bis 2010 für die Portugiesische Fußballnationalmannschaft der Frauen spielte und als zweite Portugiesin 100 Länderspiele machte.

## Karriere

### Verein
Paula Cristina spielte zuletzt für SU 1º Dezembro und gewann mit dem Verein zweimal die portugiesische Meisterschaft. Sie nahm mit diesem auch an der UEFA Women’s Champions League 2010/11, 2011/12, 2012/13 teil, bei der Verein aber jeweils in der Qualifikation scheiterte.

### Nationalmannschaft
Paula Cristina bestritt am 15. Juni 1995 mit 19 Jahren ihr erstes Länderspiel. Es war zugleich das erste Länderspiel der Portugiesinnen gegen Island und wurde mit 2:1 gewonnen. Edite wurde in der 83. Minute eingewechselt. Im übernächsten Länderspiel in der Qualifikation für die EM 1997 gegen Kroatien wurde sie erneut eingewechselt, diesmal schon nach 52 Minuten und in der 80. Minute erzielte sie ihr erstes Länderspieltor. Sie wurde dann auch in den nächsten sieben Spielen eingesetzt, so auch beim Algarve-Cup 1996, kam nicht über den Status einer Einwechselspielerin hinaus. Danach folgte eine Länderspielpause von 18 Monaten bzw. neun Spielen, wobei sie bei den ersten beiden Spielen noch auf der Bank saß. Erst am 18. Oktober 1997 wurde sie bei einem von der FIFA nicht gezählten Spiel gegen Spanien in der 77. Minute wieder einmal eingewechselt und erzielte 12 Minuten später das Tor zum 3:0-Endstand. Am 15. März 1998 stand sie beim Algarve-Cup 1998 im ersten Gruppenspiel gegen die Niederlande erstmals in der Startelf, wurde aber nach 65 Minuten ausgewechselt. Nachdem sie im zweiten Gruppenspiel nicht eingesetzt worden war, kam sie dann im dritten Gruppenspiel gegen Dänemark zu ihrem ersten Spiel über die volle Distanz. Im Spiel um Platz 7 wurde sie dann wieder nicht berücksichtigt und dann folgten vier Kurzeinsätze in den nächsten fünf Spielen, gefolgt von einer neunmonatigen Länderspielpause, in der sie bei fünf Spielen nicht berücksichtigt wurde. Am 27. November 1999 stand sie dann wieder in der Startelf und spielte über die volle Distanz. Auch in den nächsten vier Spielen stand sie in der Startelf, so bei den drei Gruppenspielen des Algarve-Cup 2000, wurde aber zweimal ausgewechselt. Das Spiel um Platz 7 konnte sie nicht mitmachen, da sie im letzten Gruppenspiel die Gelb-Rote Karte erhalten hatte. Danach war sie dann zwar Stammspielerin, kam aber nicht über 17 Spiele in Folge hinaus. Eine längere Pause gab es noch einmal von Mai 2007 bis März 2008, in der sie vier Spiele verpasste. Ab da blieben Spiele über die volle Distanz die Ausnahme. Am 19. Juni 2010 machte sie als zweite Portugiesin ihr 100. Länderspiel. Zwei Monate später folgte am 25. August 2010 ihr 102. und letztes Länderspiel.

## Erfolge
- Portugiesischer Meister 2010/11 und 2011/12 (mit SU 1º Dezembro)